# Гай Титий
Гай Титий (на латински: Gaius Titius) е римлянин от Римската република, конник и писател през 2 век пр.н.е.
Произлиза от римската благородническа фамилия Титии. Той е оратор, споменаван от Цицерон.